# Sauveterre-Saint-Denis
Sauveterre-Saint-Denis é uma comuna francesa na região administrativa da Nova Aquitânia, no departamento Lot-et-Garonne. Estende-se por uma área de 8,17 km². Em 2010 a comuna tinha 404 habitantes (densidade: 49,4 hab./km²).